# 케이블 모뎀

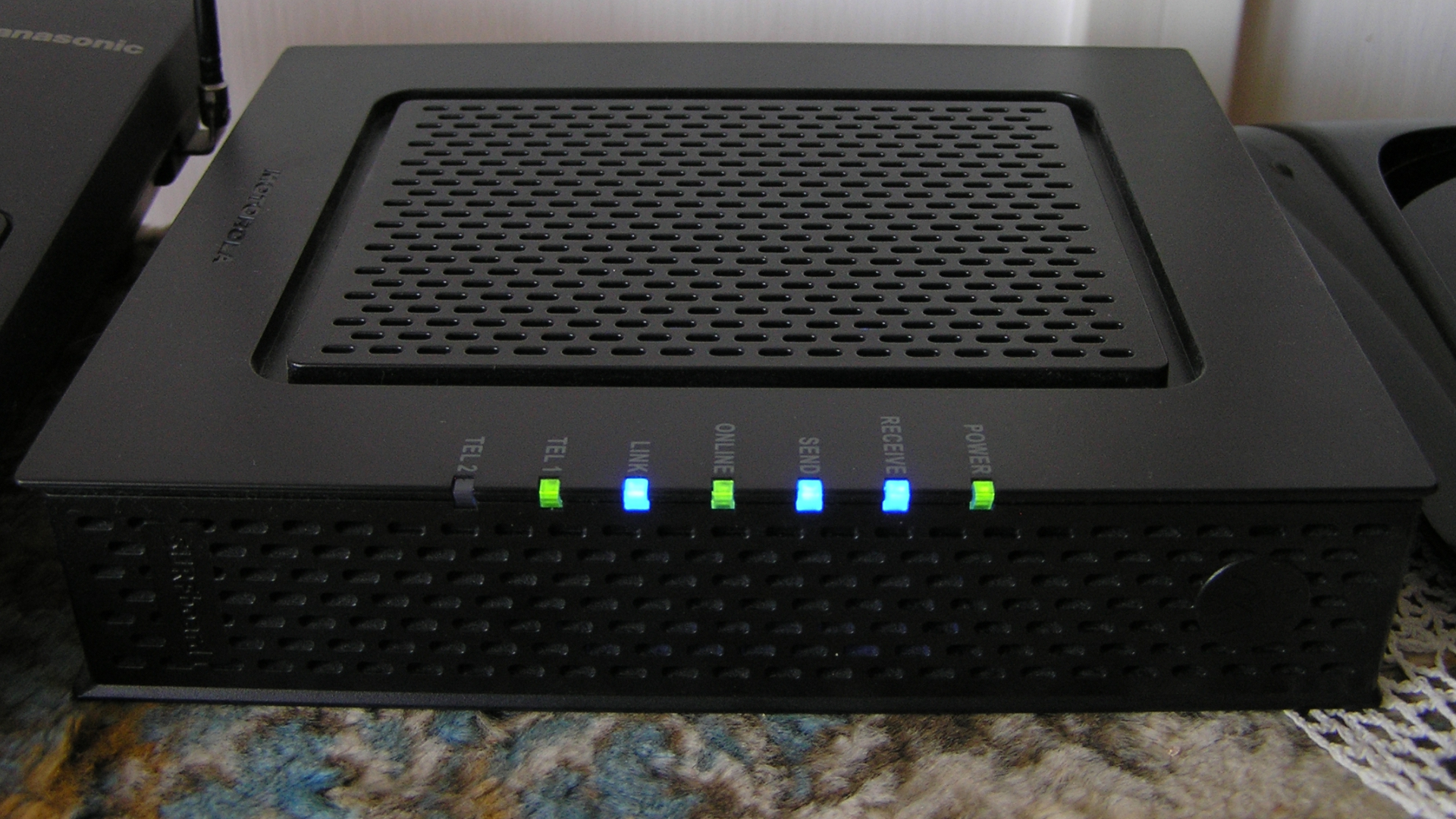
모토로라 SURFboard SBV6120E EuroDOCSIS 3.0 케이블 모뎀

케이블 모뎀(cable modem)은 케이블망을 통해 인터넷에 고속으로 접속할 수 있게 해주는 장치이다. 케이블망을 통해 초고속 인터넷을 사용할 수 있게 아날로그 신호를 디지털 신호로 바꾸어주는 장치이다. 케이블망도 전화망과 같은 아날로그망이기 때문에 모뎀이라는 명칭을 사용한다. 전화망은 구리선이고, 케이블망은 동축 케이블(coaxial cable)과 광케이블(optical cable)로 이루어져 있으므로 케이블망의 대역폭이 훨씬 넓다. 케이블망도 데이터를 전송할 때 디지털을 아날로그로 변환하고 다시 디지털로 변환하는 변복조기술이 필요하다. 이를 지원하기 위해 개발된 것이 케이블 모뎀이다.

## 같이 보기
- 인터넷 접속